# Chengdeite
La chengdeite è un minerale scoperto in un concentrato di depositi alluvionali di un ramo del fiume Luan nei dintorni della città di Chengde in Cina dalla quale ha preso il nome. Il minerale è fortemente magnetico.

## Morfologia
La chengdeite è stata scoperta sotto forma di grani di circa 0,5 mm concresciuta con l'iridio nativo.

## Origine e giacitura
La chengdeite è stata trovata nei depositi alluvionali con altri metalli del gruppo del platino e nei giacimenti di cromite in rocce ultramafiche associata con l'inaglyite.